# Voigtstedt
Voigtstedt település Németországban, azon belül Türingiában. Lakosainak száma 877 fő (2017. december 31.).

## Népesség
A település népességének változása:

| 2017 | 877 |